# Gland du pénis
Pour les articles homonymes, voir Gland.
Le gland du pénis est l'extrémité du pénis (glans penis), ouvert en son centre par le méat urinaire, et naturellement recouvert par le prépuce.
La peau du gland est une muqueuse qui n'est pas thermorégulée car dépourvue de glandes eccrines.
Le gland se découvre lors de l'érection ou en tirant sur le prépuce. Ce dernier le protège de la kératinisation (formation de corne) et d'un « éraillement » de la surface muqueuse. Le gland est très innervé et constitue pour cette raison l'une des principales zones érogènes chez l'homme.
L'équivalent chez la femme est le gland du clitoris (glans clitoridis). Le mot « clitorophallus » désigne de manière plus générale le gland, quel que soit le sexe de la personne,.

## Anatomie

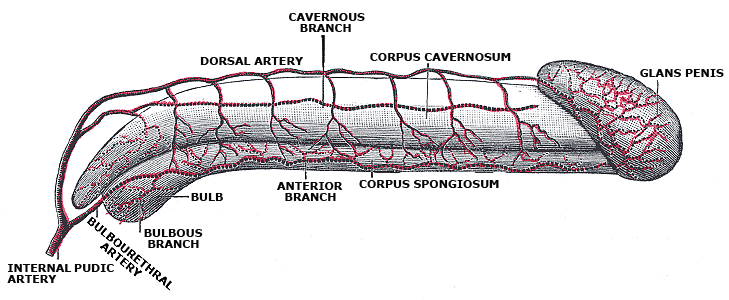
Les artères vascularisant le pénis humain, avec le gland à droite.

Sa structure interne correspond à la partie terminale des corps spongieux du pénis. « Dans le gland du pénis, l'urètre spongieux porte une dilatation (fosse naviculaire) longue de 2 cm, tout juste avant sa terminaison ».

### Microbiote et hygiène
Chez l'homme et les autres mammifères mâles, l'ensemble de l'appareil reproducteur masculin héberge un microbiote spécifique à cette partie du corps et propre à chaque individu. C'est notamment le cas du sillon qui entoure la couronne du gland (« sillon coronal », qui constitue « un microbiotope approprié pour les bactéries aérobies, microaérophiles et anaérobies »).

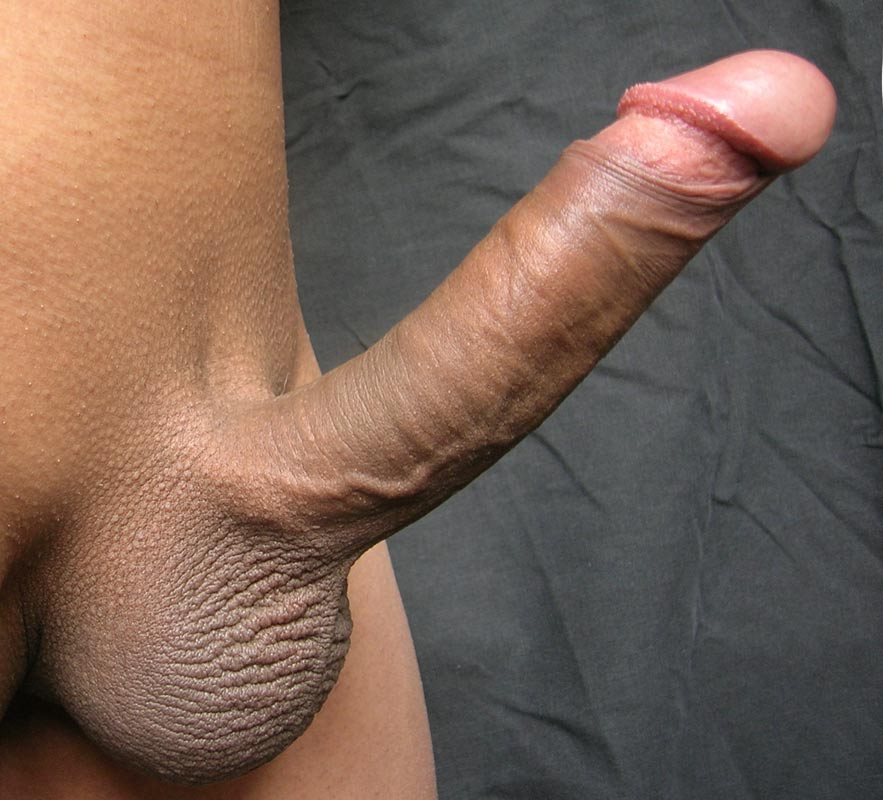
penis rasé

Il existe des liens entre les équilibres microbiens du tractus génital masculin et la santé masculine, ainsi qu'avec la santé sexuelle de l'homme (et de ses partenaires sexuels).
Plusieurs études ont montré que le sillon coronal abrite un microbiote qui paraît plus stable que celui de l'urètre, mais que sa composition peut notamment être fortement modifiée par la circoncision,, (l'excision du prépuce est suivie d'une diminution significative des bactéries anaérobies de ce microbiote).
Ce microbiote est encore très mal connu : au début des années 2010, malgré un nombre exponentiel de publications récentes sur le microbiote humain, le microbiome génital masculin reste peu exploré. En juillet 2013, la base de données PubMed pour environ 4 200 publications relatives au microbiome humain, n'en contenait que sept portant sur la caractérisation des communautés microbiennes du pénis, quatre sur celles de l’urètre, deux sur la couronne du gland, et une seule sur l'ensemble du tractus génital masculin.
Le gland doit pouvoir se dégager aussi bien au repos que lorsqu'il est en érection pour assurer une hygiène correcte chez l'adulte. Chez le petit garçon, le décalottage est inutile voire dangereux du fait de l'immaturité du prépuce. Les sécrétions blanchâtres sont normales.

## Pathologies
Les pathologies les plus fréquentes sont des dermatoses. La couronne du gland peut présenter des excroissances dites « végétations » ou « crêtes de coq » qui sont en réalité des papillomes.
Un problème de plus en plus fréquent est l'hypospadias qui est une malformation congénitale, généralement due à l'exposition in utero de l'embryon ou du fœtus mâle à un ou plusieurs perturbateurs endocriniens. Il en existe de nombreuses formes, éventuellement traitées par une opération chirurgicale.
Une perte de sensibilité (éventuellement insensibilisation totale) du gland peut être induite par « une atteinte de ses nerfs dorsaux — hématome —, à une balanoposthite, à une lésion d'origine traumatique ou à une nécrose, et être source de troubles de l'érection ou d'impuissance sexuelle ».
Une hypersensibilité du gland du pénis peut être cause d'éjaculation précoce.